# Ägglossning

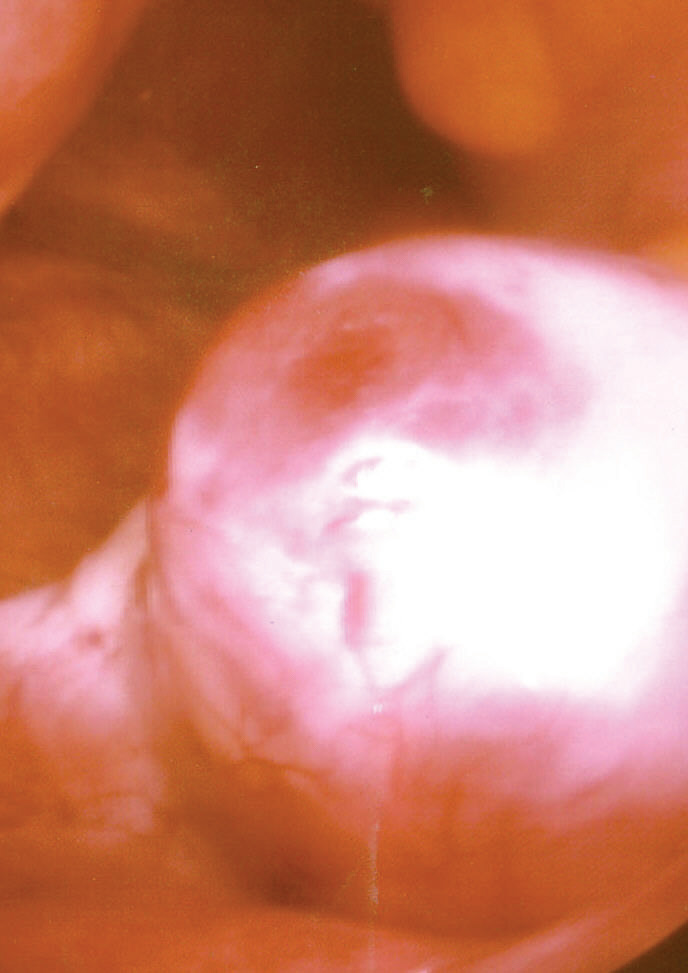
Fotografi på mänsklig ägglossning.

Schematisk bild över händelseförloppet i en äggstock under menstruationscykeln. 1. menstruation. 2.-3. mognande äggfollikel. 4. ägglossning. 5. corpus luteum. 6. degeneration av corpus luteum.

Ägglossning (latin: ovulatio, ovificatio) är när äggceller lossnar från äggstocken. Efter ägglossningen fångas ägget upp av äggledaren.  Det är vid transporten genom äggledaren mot livmodern som befruktning kan ske. 
Chansen att bli gravid är som störst den dag kvinnan har ägglossning och dagen innan. Allra högst är den mellan 9 och 12 timmar före ägglossning. 24 timmar efter ägglossning är chansen att bli gravid i det närmaste obefintlig.
Hos människor sker ägglossning runt två veckor före menstruationen. Somliga har då smärtor, vilket kallas ovulationssmärta. Att under fertil ålder sakna ägglossning kallas anovulation, vilket kan vara tillfälligt eller kroniskt, och leder till ofrivillig barnlöshet. Kronisk anovulation kallas också ovarialsvikt, och kan tyda på klimakterium. Efter menopaus slutar kvinnor ha ägglossning eftersom ägganlagen tagit slut.

## Process

### Follikulär fas
Follikelfasen (eller proliferationsfasen) är den fas i menstruationscykeln under vilken äggstockarnas folliklar mognar. Follikelfasen varar från menstruationens början till ägglossningens början.
För att ägglossningen ska lyckas måste ägget stödjas av den radiella koronan och de äggformade granulosacellerna. De senare genomgår en period av proliferation och slugging som kallas cumulus-expansion. Mucusbildning är frisättningen av en hyaluronsyrarik cocktail som sprider och samlar ett nätverk av cumulusceller till en klibbig matris runt oocyten. Detta nätverk finns kvar i oocyten efter ägglossningen och har visat sig vara avgörande för befruktningen.

### Ägglossning
Östrogennivåerna når sin topp i slutet av follikelfasen, efter cirka 12 och 24 timmar. Detta, enligt positiva recensioner, orsakar en ökning av nivåerna av luteiniserande hormon (LH) och follikelstimulerande hormon (FSH). Detta varar 24 till 36 timmar och får äggblåsorna att brista, vilket leder till att ägget lämnar äggstocken.

### Luteal fas
Lutealfasen börjar efter ägglossningen och varar fram till starten av nästa menstruation. Follikeln i sig har nått slutet av sin livslängd. Utan ägg veckar sig follikeln inåt av sig själv och blir till en gulkropp (pl. corpora lutea), ett steroidogent kluster av celler som producerar östrogen och progesteron. Dessa hormoner gör att livmoderslemhinnans körtlar börjar producera proliferativt endometrium och sedan sekretoriskt endometrium, där embryot växer om implantation sker. Progesteronets verkan höjer den basala kroppstemperaturen med en fjärdedel till en halv grad Celsius (en halv till en grad Fahrenheit). Corpus luteum fortsätter denna parakrina verkan till slutet av menstruationscykeln och stöder endometriet innan det upplöses till ärrvävnad under menstruationen.